# Кадрецате кон Озмате
Кадреца̀те кон Озма̀те (на италиански: Cadrezzate con Osmate; на ломбардски: Cadregiàa con Usmàa, Кадреджаа кон Узмаа) е община в Северна Италия, провинция Варезе, регион Ломбардия. Административен център е село Кадрецате (на италиански: Cadrezzate), което е разположено на 281 m надморска височина. Населението на общината е 2659 души (към 2017 г.).
Общината е създадена в 1 януари 2019 г. Тя се състои от двете предшествуващи общини Кадрецате и Озмате, които сега са най-важните центрове на общината.